# Liste du patrimoine mondial aux Tuvalu
Cet article recense les sites inscrits au patrimoine mondial aux Tuvalu.

## Statistiques
Les Tuvalu ratifient la Convention pour la protection du patrimoine mondial, culturel et naturel le 18 mai 2023.
En 2024, les Tuvalu ne comptent aucun site inscrit au patrimoine mondial. Le pays a en revanche soumis un site culturel sur sa liste indicative.

## Liste indicative
Le bien suivant est inscrit sur la liste indicative du pays à la fin 2024. Le nom fourni par les Tuvalu est en anglais : la traduction en français est donnée ici à titre indicatif.
| Id.  | Bien                                     | Année | Critères et notes | Coordonnées | Illus. |
| ---- | ---------------------------------------- | ----- | --- | --- | ------ |
| 6707 | Le paysage culturel atoll-île des Tuvalu | 2024  | Culturel, (iii), (v) La proposition sérielle comprend six atolls et trois récifs : Nanumea, Niutao, Nanumaga, Nui, Vaitupu, Nukufetau, Funafuti, Nukulaelae et Niulakita | 5° 40′ 30″ S, 176° 06′ 56″ O 6° 06′ 34″ S, 177° 20′ 03″ O 6° 17′ 11″ S, 176° 18′ 55″ O 7° 14′ 44″ S, 177° 08′ 45″ O 7° 29′ 21″ S, 178° 40′ 47″ O 8° 01′ 36″ S, 178° 18′ 50″ O 8° 31′ 28″ S, 179° 11′ 40″ O 9° 22′ 12″ S, 179° 48′ 31″ O 10° 47′ 24″ S, 179° 28′ 16″ O |        |